# Campionati mondiali juniores di sci nordico 2018
I campionati mondiali juniores di sci nordico 2018 si sono svolti dal 28 gennaio al 4 febbraio 2018 a Kandersteg e Goms, in Svizzera. Si sono disputate competizioni nelle diverse specialità dello sci nordico: combinata nordica, salto con gli sci e sci di fondo.
A contendersi i titoli di campioni mondiali juniores sono stati i ragazzi e le ragazze nati tra il 1998 e il 2002. Ha avuto luogo anche un test event di combinata nordica femminile, aperto alle atlete nate tra il 1998 e il 2003. In quanto test, non ha assegnato medaglie iridate.

## Risultati

### Uomini

#### Combinata nordica

##### Individuale 10 km
| Pos. | Atleta              | Nazione     | Tempo   |
| ---- | ------------------- | ----------- | ------- |
| 1    | Ondřej Pažout       | Rep. Ceca   | 22:58,3 |
| 2    | Einar Lurås Oftebro | Norvegia    | 23:00,6 |
| 3    | Ben Loomis          | Stati Uniti | 23:06,6 |
| 4    | Johannes Lamparter  | Austria     | 23:14,5 |
| 5    | Jan Vytrval         | Rep. Ceca   | 23:19,9 |
| 6    | Mika Vermeulen      | Austria     | 23:38,9 |
| 7    | Florian Dagn        | Austria     | 23:39,7 |
| 8    | Dominik Terzer      | Austria     | 23:55,0 |
| 9    | Kodai Kimura        | Giappone    | 24:03,6 |
| 10   | Edgar Vallet        | Francia     | 24:05,4 |

30 gennaio

Trampolino: Lötschberg-Schanze HS106

Fondo: 10 km

##### Individuale 5 km
| Pos. | Atleta              | Nazione     | Tempo   |
| ---- | ------------------- | ----------- | ------- |
| 1    | Vid Vrhovnik        | Slovenia    | 11:28,8 |
| 2    | Dominik Terzer      | Austria     | 11:33,7 |
| 3    | Jan Vytrval         | Rep. Ceca   | 11:34,2 |
| 4    | Ben Loomis          | Stati Uniti | 11:34,3 |
| 5    | Einar Lurås Oftebro | Norvegia    | 11:47,2 |
| 6    | Ondřej Pažout       | Rep. Ceca   | 11:52,2 |
| 7    | Luis Lehnert        | Germania    | 11:52,3 |
| 8    | Johannes Lamparter  | Austria     | 11:59,2 |
| 9    | Aaron Kostner       | Italia      | 12:12,4 |
| 10   | Jens Lurås Oftebro  | Norvegia    | 12:13,3 |

3 febbraio

Trampolino: Lötschberg-Schanze HS106

Fondo: 5 km

##### Gara a squadre
| Pos. | Nazione     | Atleti                                                                 | Tempo     |
| ---- | ----------- | ---------------------------------------------------------------------- | --------- |
| 1    | Austria     | Johannes Lamparter Florian Dagn Dominik Terzer Mika Vermeulen          | 56:33,0   |
| 2    | Germania    | Tim Kopp Luis Lehnert Constantin Schnurr Julian Schmid                 | 57:20,8   |
| 3    | Norvegia    | Jens Lurås Oftebro Simen Kvarstad Andreas Skoglund Einar Lurås Oftebro | 58:26,2   |
| 4    | Rep. Ceca   | Jan Vytrval David Zemek Jakub Čejchan Ondřej Pažout                    | 59:12,7   |
| 5    | Francia     | Maël Tyrode Samy Claret-Tournier Lilian Vaxelaire Edgar Vallet         | 59:40,7   |
| 6    | Finlandia   | Wille Karhumaa Atte Kettunen Otto Niittykoski Waltteri Karhumaa        | 1:00:00,6 |
| 7    | Stati Uniti | Ben Loomis Stephen Schumann Tucker Hoefler Jared Shumate               | 1:00:09,4 |
| 8    | Giappone    | Hibiki Yuze Sakutaro Kobayashi Hiroto Matsuzawa Yoshihiro Kimura       | 1:01:39,0 |
| 9    | Italia      | Mirco Sieff Aaron Kostner Denis Parolari Domenico Mariotti             | 1:01:43,2 |
| 10   | Slovenia    | Matevž Malovrh Gašper Brecl Ožbej Jelen Vid Vrhovnik                   | 1:01:49,2 |

1º febbraio

Trampolino: Lötschberg-Schanze HS106

Fondo: 4x5 km

#### Salto con gli sci

##### Trampolino normale
| Pos. | Atleta            | Nazione   | Punti |
| ---- | ----------------- | --------- | ----- |
| 1    | Marius Lindvik    | Norvegia  | 291,4 |
| 2    | Constantin Schmid | Germania  | 282,1 |
| 3    | Clemens Leitner   | Austria   | 267,1 |
| 4    | Tomasz Pilch      | Polonia   | 266,9 |
| 5    | Jan Hörl          | Austria   | 259,9 |
| 6    | Jonathan Learoyd  | Francia   | 259,1 |
| 7    | Andreas Alamommo  | Finlandia | 257,8 |
| 8    | Žak Mogel         | Slovenia  | 256,1 |
| 9    | Philipp Raimund   | Germania  | 250,2 |
| 10   | Domen Prevc       | Slovenia  | 249,5 |

1º febbraio

Trampolino: Lötschberg-Schanze HS106

##### Gara a squadre
| Pos. | Nazione   | Atleti                                                                 | Punti  |
| ---- | --------- | ---------------------------------------------------------------------- | ------ |
| 1    | Germania  | Philipp Raimund Justin Lisso Cedrik Weigel Constantin Schmid           | 1068,5 |
| 2    | Austria   | Mika Schwann Jan Hörl Maximilian Lienher Clemens Leitner               | 1063,7 |
| 3    | Norvegia  | Fredrik Villumstad Jesper Ødegaard Thomas Aasen Markeng Marius Lindvik | 1037,0 |
| 4    | Slovenia  | Bor Pavlovčič Domen Prevc Žak Mogel Aljaž Osterc                       | 1021,7 |
| 5    | Polonia   | Bartosz Czyż Kacper Juroszek Paweł Wąsek Tomasz Pilch                  | 997,0  |
| 6    | Finlandia | Niko Löytäinen Kalle Heikkinen Jonne Veteläinen Andreas Alamommo       | 921,8  |
| 7    | Giappone  | Masamitsu Ito Taro Yamakawa Yuken Iwasa Riki Kurita                    | 880,6  |
| 8    | Russia    | Maksim Sergeev Michail Purtov Aleksandr Marčukov Kirill Kotik          | 844,0  |
| 9    | Francia   | Mathis Contamine Valentin Foubert Alessandro Batby Jonathan Learoyd    | 411,6  |
| 10   | Svizzera  | Dominik Peter Olan Lacroix Lars Kindlimann Sandro Hauswirth            | 395,0  |

3 febbraio

Trampolino: Lötschberg-Schanze HS106

#### Sci di fondo

##### Sprint
| Pos. | Atleta                | Nazione  |
| ---- | --------------------- | -------- |
| 1    | Tom Mancini           | Francia  |
| 2    | Jørgen Lippert        | Norvegia |
| 3    | Valerio Grond         | Svizzera |
| 4    | Vincent Buiatti       | Francia  |
| 5    | Davide Graz           | Italia   |
| 6    | Jon Rolf Skamo Hope   | Norvegia |
| 7    | Thomas Helland Larsen | Norvegia |
| 8    | Axel Aflodal          | Svezia   |
| 9    | Sergej Ardašev        | Russia   |
| 10   | Camille Laude         | Francia  |

28 gennaio

Tecnica libera

##### 10 km
| Pos. | Atleta                  | Nazione       | Tempo   |
| ---- | ----------------------- | ------------- | ------- |
| 1    | Jon Rolf Skamo Hope     | Norvegia      | 24:58,8 |
| 2    | Sergej Ardašev          | Russia        | 25:07,8 |
| 3    | Jørgen Lippert          | Norvegia      | 25:26,7 |
| 4    | Harald Østberg Amundsen | Norvegia      | 25:28,4 |
| 5    | Håvard Moseby           | Norvegia      | 25:38,6 |
| 6    | Kirill Kilivnjuk        | Russia        | 25:39,1 |
| 7    | Ben Ogden               | Stati Uniti   | 25:39,3 |
| 8    | Hugo Lapalus            | Francia       | 25:42,7 |
| 9    | Magnus Kim              | Corea del Sud | 25:48,0 |
| 10   | Aleksandr Terent'ev     | Russia        | 25:55,9 |

30 gennaio

Tecnica classica

##### Skiathlon
| Pos. | Atleta                  | Nazione    | Tempo     |
| ---- | ----------------------- | ---------- | --------- |
| 1    | Harald Østberg Amundsen | Norvegia   | 58:45,7   |
| 2    | Jon Rolf Skamo Hope     | Norvegia   | 59:20,4   |
| 3    | Jørgen Lippert          | Norvegia   | 59:45,8   |
| 4    | Kirill Kilivnjuk        | Russia     | 59:50,6   |
| 5    | Friedrich Moch          | Germania   | 59:59,9   |
| 6    | Ivan Ljuft              | Kazakistan | 1:00:19,3 |
| 7    | Martin Coradazzi        | Italia     | 1:00:23,6 |
| 8    | Hugo Lapalus            | Francia    | 1:00:32,1 |
| 9    | Sergej Ardašev          | Russia     | 1:00:45,5 |
| 10   | Jaroslav Rybočkin       | Russia     | 1:00:48,0 |

1º febbraio

10 km tecnica classica - 10 km tecnica libera

##### Staffetta 4x5 km
| Pos. | Nazione     | Atleti                                                                   | Tempo   |
| ---- | ----------- | ------------------------------------------------------------------------ | ------- |
| 1    | Norvegia    | Harald Østberg Amundsen Jon Rolf Skamo Hope Håvard Moseby Jørgen Lippert | 50:04,2 |
| 2    | Stati Uniti | Luke Jager Ben Ogden Hunter Wonders Gus Schumacher                       | 50:06,4 |
| 3    | Russia      | Kirill Kilivnjuk Sergej Ardašev Jaroslav Rybočkin Aleksandr Terent'ev    | 50:09,7 |
| 4    | Francia     | Camille Laude Hugo Lapalus Tom Mancini Pierre Tichit                     | 50:33,8 |
| 5    | Germania    | Philipp Unger Albert Kuchler Friedrich Moch Florian Knopf                | 50:40,0 |
| 6    | Italia      | Alessandro Longo Luca Del Fabbro Martin Coradazzi Davide Graz            | 50:40,2 |
| 7    | Svezia      | Jakob Nystedt Eric Rosjö Leo Johansson Gustaf Berglund                   | 51:12,1 |
| 8    | Kazakistan  | Ivan Ljuft Aleksandr Muchin Nikita Moskalenko Nikita Gridin              | 52:01,9 |
| 9    | Svizzera    | Janik Riebli Flurin Grond Maurus Lozza Valerio Grond                     | 53:04,9 |
| 10   | Rep. Ceca   | Ondřej Černý Kim Žalčík Tomáš Kalivoda Vladimír Kozlovský                | 53:05,7 |

3 febbraio 

2 frazioni da 5 km a tecnica classica 

2 frazioni da 5 km a tecnica libera

### Donne

#### Combinata nordica

##### Individuale 5 km
| Pos. | Atleta               | Nazione  | Tempo   |
| ---- | -------------------- | -------- | ------- |
| 1    | Jenny Novak          | Germania | 15:49,3 |
| 2    | Anna Jäkle           | Germania | 16:36,6 |
| 3    | Anastasija Gončarova | Russia   | 16:45,9 |
| 4    | Lisa Hirner          | Austria  | 16:48,7 |
| 5    | Ayane Miyazaki       | Giappone | 16:49,7 |
| 6    | Sophia Maurus        | Germania | 17:37,2 |
| 7    | Yura Murakami        | Giappone | 17:41,4 |
| 8    | Hanna Midtsundstad   | Norvegia | 17:42,4 |
| 9    | Gyda Westvold Hansen | Norvegia | 17:42,5 |
| 10   | Annika Sieff         | Italia   | 17:52,6 |

Test event

30 gennaio

Trampolino: Blümlisalp-Schanze HS75

Fondo: 5 km

#### Salto con gli sci

##### Trampolino normale
| Pos. | Atleta           | Nazione  | Punti |
| ---- | ---------------- | -------- | ----- |
| 1    | Nika Križnar     | Slovenia | 262,6 |
| 2    | Ema Klinec       | Slovenia | 248,3 |
| 3    | Anna Odine Strøm | Norvegia | 231,7 |
| 4    | Lucile Morat     | Francia  | 229,9 |
| 5    | Lara Malsiner    | Italia   | 221,5 |
| 6    | Gianina Ernst    | Germania | 220,5 |
| 7    | Lidija Jakovleva | Russia   | 215,0 |
| 8    | Jerneja Brecl    | Slovenia | 212,0 |
| 9    | Sof'ja Tichonova | Russia   | 210,1 |
| 10   | Luisa Görlich    | Germania | 206,9 |

1º febbraio

Trampolino: Lötschberg-Schanze HS106

##### Gara a squadre
| Pos. | Nazione  | Atlete                                                                     | Punti |
| ---- | -------- | -------------------------------------------------------------------------- | ----- |
| 1    | Slovenia | Jerneja Brecl Nika Križnar Katra Komar Ema Klinec                          | 733,1 |
| 2    | Russia   | Ksenija Kablukova Aleksandra Kustova Lidija Jakovleva Sof'ja Tichonova     | 622,7 |
| 3    | Francia  | Océane Paillard Joséphine Pagnier Romane Dieu Lucile Morat                 | 571,2 |
| 4    | Germania | Selina Freitag Arantxa Lancho Luisa Görlich Gianina Ernst                  | 562,9 |
| 5    | Norvegia | Ingebjørg Saglien Bråten Eirin Maria Kvandal Silje Opseth Anna Odine Strøm | 554,4 |
| 6    | Giappone | Shihori Oi Ren Mikase Ayuka Kamoda Nozomi Maruyama                         | 512,1 |
| 7    | Austria  | Marita Kramer Claudia Purker Lisa Eder Sophie Mair                         | 494,4 |
| 8    | Canada   | Natalie Eilers Natasha Bodnarchuk Abigail Strate Nicole Maurer             | 454,7 |
| 9    | Polonia  | Kamila Karpiel Joanna Kil Kinga Rajda Anna Twardosz                        | 163,5 |
| 10   | Italia   | Alice Puntel Jessica Malsiner Martina Ambrosi Lara Malsiner                | 162,4 |

3 febbraio

Trampolino: Lötschberg-Schanze HS106

#### Sci di fondo

##### Sprint
| Pos. | Atleta                  | Nazione     |
| ---- | ----------------------- | ----------- |
| 1    | Moa Lundgren            | Svezia      |
| 2    | Kristine Stavås Skistad | Norvegia    |
| 3    | Frida Karlsson          | Svezia      |
| 4    | Anita Korva             | Finlandia   |
| 5    | Johanna Hagström        | Svezia      |
| 6    | Mathilde Myhrvold       | Norvegia    |
| 7    | Laura Chamiot Maitral   | Francia     |
| 8    | Hannah Halvorsen        | Stati Uniti |
| 9    | Jasmin Kähärä           | Finlandia   |
| 10   | Patrīcija Eiduka        | Lettonia    |

28 gennaio

Tecnica libera

##### 5 km
| Pos. | Atleta                  | Nazione     | Tempo   |
| ---- | ----------------------- | ----------- | ------- |
| 1    | Polina Nekrasova        | Russia      | 13:58,7 |
| 2    | Hailey Swirbul          | Stati Uniti | 14:13,1 |
| 3    | Anita Korva             | Finlandia   | 14:24,1 |
| 4    | Barbora Havlíčková      | Rep. Ceca   | 24:25,5 |
| 5    | Kristine Stavås Skistad | Norvegia    | 14:30,6 |
| 6    | Laura Chamiot Maitral   | Francia     | 14:33,6 |
| 7    | Martina Bellini         | Italia      | 14:38,0 |
| 7    | Frida Karlsson          | Svezia      | 14:38,0 |
| 9    | Moa Lundgren            | Svezia      | 14:41,8 |
| 10   | Mathilde Myhrvold       | Norvegia    | 14:48,4 |

30 gennaio

Tecnica classica

##### Skiathlon
| Pos. | Atleta                 | Nazione     | Tempo   |
| ---- | ---------------------- | ----------- | ------- |
| 1    | Frida Karlsson         | Svezia      | 32:55,7 |
| 2    | Lone Johansen          | Norvegia    | 33:31,2 |
| 3    | Hailey Swirbul         | Stati Uniti | 33:31,9 |
| 4    | Eveliina Piippo        | Finlandia   | 33:45,8 |
| 5    | Barbora Havlíčková     | Rep. Ceca   | 33:48,8 |
| 6    | Polina Nekrasova       | Russia      | 34:08,4 |
| 7    | Laura Chamiot Maitral  | Francia     | 34:21,4 |
| 8    | Johanna Hagström       | Svezia      | 34:28,5 |
| 9    | Hedda Østberg Amundsen | Norvegia    | 34:29,2 |
| 10   | Majja Jakunina         | Russia      | 34:33,3 |

1º febbraio

5 km tecnica classica - 5 km tecnica libera

##### Staffetta 4x3,3 km
| Pos. | Nazione     | Atlete                                                                    | Tempo   |
| ---- | ----------- | ------------------------------------------------------------------------- | ------- |
| 1    | Germania    | Alexandra Danner Celine Mayer Lisa Lohmann Anna-Maria Dietze              | 39:17,4 |
| 2    | Russia      | Polina Nekrasova Christina Macokina Nina Dubotolkina Majja Jakunina       | 39:26,0 |
| 3    | Svezia      | Tua Dahlgren Frida Karlsson Alicia Persson Johanna Hagström               | 40:04,9 |
| 4    | Finlandia   | Jasmin Kähärä Anita Korva Rebecca Immonen Eveliina Piippo                 | 40:11,5 |
| 5    | Francia     | Laura Chamiot Maitral Flora Dolci Léna Quintin Mélissa Gal                | 40:14,4 |
| 6    | Italia      | Emilie Jeantet Martina Bellini Cristina Pittin Chiara De Zolt Ponte       | 40:15,8 |
| 7    | Norvegia    | Tuva Bakkemo Hedda Østberg Amundsen Lone Johansen Kristine Stavås Skistad | 40:21,2 |
| 8    | Stati Uniti | Kathleen O'Connell Hailey Swirbul Margaret Gellert Hannah Halvorsen       | 40:25,5 |
| 9    | Svizzera    | Désirée Steiner Anja Weber Giuliana Werro Lea Fischer                     | 41:45,6 |
| 10   | Giappone    | Rin Sobue Hikari Miyazaki Chika Kobayashi Nodoka Tochitani                | 42:09,2 |

3 febbraio

2 frazioni da 3,3 km a tecnica classica 
 
2 frazioni da 3,3 km a tecnica libera

### Misto

#### Salto con gli sci

##### Gara a squadre
| Pos. | Nazione     | Atleti                                                            | Punti |
| ---- | ----------- | ----------------------------------------------------------------- | ----- |
| 1    | Norvegia    | Silje Opseth Fredrik Villumstad Anna Odine Strøm Marius Lindvik   | 869,3 |
| 2    | Germania    | Luisa Görlich Justin Lisso Gianina Ernst Constantin Schmid        | 855,0 |
| 3    | Austria     | Claudia Purker Jan Hörl Sophie Mair Clemens Leitner               | 775,8 |
| 4    | Francia     | Océane Paillard Mathis Contamine Romane Dieu Jonathan Learoyd     | 768,7 |
| 5    | Slovenia    | Katra Komar Domen Prevc Jerneja Brecl Žak Mogel                   | 750,0 |
| 6    | Russia      | Aleksandra Baranceva Kirill Kotik Lidija Jakovleva Maksim Sergeev | 697,5 |
| 7    | Giappone    | Shihori Oi Yuken Iwasa Nozomi Maruyama Riki Kurita                | 632,2 |
| 8    | Polonia     | Kinga Rajda Paweł Wąsek Joanna Kil Tomasz Pilch                   | 615,6 |
| 9    | Rep. Ceca   | Zdena Pešatová Dušan Doležel Jana Mrákotová František Holík       | 317,2 |
| 10   | Stati Uniti | Logan Sankey Andrew Urlaub Annika Belshaw Casey Larson            | 302,1 |

4 febbraio

Trampolino: Lötschberg-Schanze HS106